# Una nave tutta matta
Una nave tutta matta (Ensign Pulver) è un film del 1964 diretto da Joshua Logan, seguito del film La nave matta di Mister Roberts.

## Trama
Il capitano Morton, comandante di una vecchia nave da guerra americana, è un uomo ferreo che tratta duramente il suo equipaggio. Un giorno durante una forte tempesta, il capitano viene sbalzato fuori bordo e l'unico ad accorgersene è il guardiamarina Frank Pulver che, senza rifletterci, sgancia una scialuppa e si getta in mare per salvare il suo superiore. Dopo averlo tratto in salvo, i due uomini trascorrono vari giorni sul battello combattendo la marea finché raggiungono un'isoletta. Dopo esservi sbarcati, il capitano Morton lamenta forti dolori addominali: si tratta di un attacco di appendicite. Pulver cerca in ogni modo di mettersi in contatto via radio con l'equipaggio della nave e dopo molti tentativi, riesce a percepire la voce del marconista. Il medico di bordo aiuta Pulver, via radio, ad effettuare l'operazione, che riesce perfettamente. Finalmente l'equipaggio li raggiunge e li trae in salvo, ma il capitano, appena salito a bordo, ricomincia a maltrattare il suo equipaggio. Sarà lo stesso Pulver a ricordare al suo superiore di dovere la vita al suo equipaggio.